# Sagid Murtazaliev
Sagid Murtazaliev (en avar, СагIид МуртазгIалиев, né le 11 mars 1974 à Makhatchkala) est un lutteur russe d'origine Daghestanaise. Aux Jeux olympiques d'été de 1996, il défend les couleurs de l'Ukraine. Aux Jeux olympiques d'été de 2000, il combat pour la Russie en lutte libre et devient champion olympique.
Il a été député de Russie unie à l'Assemblée législative de la république du Daguestan.

## Palmarès

### Jeux olympiques
- Jeux olympiques de 2000 à Sydney,  Australie
  -  Médaille d'or